# Šatrovskij rajon
Il Šatrovskij rajon (in russo Шатровский район?) è un rajon dell'Oblast' di Kurgan, nel Bassopiano della Siberia occidentale.